# Hjördis Hallqvist
Hjördis Hallqvist, född Nordin 2 augusti 1932 i Lund, är en svensk gymnast. Hon blev olympisk guldmedaljör i Helsingfors 1952 och tog VM-guld i Basel 1950.
2014 avtäckte Hallqvist sin minnessten på Landskronas Walk of Fame. I juni 2022 invigde hon Hjördishallen i Lund, en nybyggd gymnastikhall som uppkallats efter henne.